# Bernhard Stieler
Bernhard Stieler (* 21. Juli 1934 in Bad Homburg; † 25. Oktober 2010) war ein deutscher Ingenieur.

## Leben
Bernhard Stieler studierte nach seinem Abitur auf der Kaiser-Friedrich-Schule in Bad Homburg in den 1960er Jahren Maschinenbau an der Technischen Hochschule Darmstadt. Dort wurde er 1964 Mitglied der katholischen Studentenverbindung K.D.St.V. Nassovia Darmstadt im CV. 1966 wurde er am Institut für Flugtechnik der TH Darmstadt mit der Arbeit Beitrag zur dynamischen Stabilität der Bahnbewegung von Flugzeugen im Steig- und Sinkflug unter Berücksichtigung der mit der Höhe veränderlichen Luftdichte in der Atmosphäre promoviert. 
Stieler war für das Institut für Flugzeugführung des Deutschen Zentrums für Luft- und Raumfahrt (DLR) in Braunschweig tätig im Bereich Trägheitsnavigationssysteme. Als Honorarprofessor der Universität Stuttgart am Institut für Angewandte und Experimentelle Mechanik engagierte er sich in Zusammenarbeit mit Helmut W. Sorg im Fachgebiet Inertiale Messtechnik und integrierte Navigation. Stieler war an der Erforschung des Einsatzes von Kreiseln (insbesondere optische und mikro-mechanische Kreisel) zur Regelung von Robotern und Fachwerkkonstruktionen im Weltall beteiligt.

## Schriften
- Einfluss der Verzögerung erster Ordnung eines PD-Regelsystems auf die Längsstabilität eines Flugzeugs, Darmstadt 1962
- Beitrag zur dynamischen Stabilität der Bahnbewegung von Flugzeugen im Steig- und Sinkflug unter Berücksichtigung der mit der Höhe veränderlichen Luftdichte in der Atmosphäre, Darmstadt, 1966
- Inertial navigation system using three TDF gyroscopic sensors not jointly mounted on a stable platform, Köln 1971
- Schnelle Feinausrichtung von Trägheitsnavigationsplattformen mit Hilfe eines Kalman-Filters, DFLVR Braunschweig 1974, IB 153–74/26
- Gegenüberstellung von Strapdown-Systemen mit herkömmlichen Plattform-Systemen, DFLVR Braunschweig 1975, IB 153–75/33
- Einführung in die Trägheitsnavigation, DFLVR Braunschweig 1976, IB 153–76/28
- mit H.P. Zens: On the alignment of platform and strapdown systems, DFLVR Braunschweig 1979
- mit Shipin Ye: Simulation on gyrocompassing alignment and calibration of strapdown inertial navigation system in a swaying vehicle, Köln 1984
- Concept of a Sensor for Future Fighter and Strike Aircraft., 1985
- mit Egmar Lübeck, Volker Wetzig: Auslegung, Simulation und Laborerprobung eines Inertialsystems zur Vermessung der Winkellage und kleinräumiger Bewegungsabläufe, Köln 1987